# Leiocassis virgatus
Leiocassis virgatus és una espècie de peix de la família dels bàgrids i de l'ordre dels siluriformes que habita a la Xina i al Vietnam. Els mascles poden assolir els 13,3 cm de longitud total.